# 닌자 거북이
《닌자 거북이》, 《거북이 특공대》, 《틴에이지 뮤턴트 닌자 터틀스》(영어: Teenage Mutant Ninja Turtles, TMNT)는 미국 만화가 피터 레어드와 케빈 이스트먼이 창작한 미디어 프랜차이즈이다. 닌자술을 사용하는 의인화된 네 거북이 레오나르도, 라파엘, 도나텔로와 미켈란젤로가 뉴욕시의 특공대로 활약해 뉴욕시의 악당들과 맞서 싸우는 이야기를 다룬다.
본래 이스트먼과 레어드가 동시대 슈퍼히어로 만화를 패러디해 창작한 만화 《틴에이지 뮤턴트 닌자 터틀스》로 시작했다. 1984년부터 이스트먼과 레어드의 출판사 미라주 스튜디오스가 출판해 기대를 상회한 상업적 성공을 거뒀다. 1987년에 두 만화가가 플레이메이츠 토이즈에게 등장인물 판권을 계약해 닌자 거북이 액션 장난감 제품군이 발매됐다. 1988년부터 1992년까지 장난감 판매량은 미화 11억 달러 경이었다.
닌자 거북이 장난감을 홍보하기 위한 애니메이션 《거북이 특공대》이 제작돼 1987년부터 9년간 방영됐다. 애니메이션 또한 상업적 성공을 이뤄 2003년 《거북이 특공대 Z》, 2012년 《닌자 거북이》, 2018년 《닌자거북이 에볼루션》이 차례로 제작됐다. 1990년부터 《닌자 거북이》를 시작으로 극장영화 제작이 개시됐다. 그 외 코나미가 개발한 비디오 게임판들이 출시됐다.
이스트먼은 2000년 자신의 프랜차이즈 주식을 리어드에게 매각했다. 2009년, 리어드는 판권을 바이어컴(현 파라마운트 글로벌)에 판매했다.

## 연혁
1984년에 원작가인 Peter Laird와 Kevin Easterman에 의해 이 만화가 탄생하게 되었고, 1987년부터 미국에서 애니메이션 시리즈가 제작되어 방영하였다. 이 시리즈는 1990년에 대한민국에서 비디오를 통해 알려진 애니메이션 시리즈다. 1990년에 실사 영화가 제작되어 개봉하였고, 1987년부터 방영한 애니메이션이 1996년에 종영한 뒤 1997년부터 1998년까지 실사 텔레비전 시리즈가 방영되었다. 2003년부터 2008년까지는 새로운 애니메이션 시리즈를 미국과 한국이 공동 제작을 해서 방영을 하였다. 2007년 3월 23일에는 미국에서 3D 애니메이션인 닌자 거북이 TMNT를 극장에서 개봉하였다. 한편 2009년 말부터 닌자 거북이의 대한 판권은 니켈로디언이 소유하게 되어 2012년 4분기에 새로운 애니메이션 시리즈가 제작 되어 방영할 예정이다.

## 등장인물
각 시리즈마다 등장여부가 다르기 때문에 캐릭터 이름 옆에다가 부가적으로 시리즈 이름을 간략하게 넣었다.

### 거북이
원작가들은 당초 이 만화를 제작할 당시에는 거북이들의 이름을 일본식 이름으로 지으려 했다. 그러나, 호칭이 좋지 않다는 판단으로 인해 르네상스 시대 이탈리아 예술가의 이름을 따기로 결정하였다. 레오나르도는 레오나르도 다빈치(Leonardo Da Vinci), 라파엘은 라파엘로 산치오(Raffaello Sanzio), 미켈란젤로는 미켈란젤로 부오나로티(Michelangelo di Lodovico Buonarroti Simoni), 도나텔로는 동명인 도나텔로(Donatello)에서 유래되었다.
- 레오나르도 다 빈치(Leonardo) - 전 시리즈

파란색 두건을 하고 있는 거북이들의 비공식적인 리더이다. 무기는 쌍검이다.
- 라파엘로 산치오(Raphael) - 전 시리즈

- 미켈란젤로 부오나로티(Mich(a)elangelo 미켈란젤로 현재 영문 표기는 'Michelangelo'이다. 그러나, 1984년 원작에 나올 당시에는 'Michaelangelo'라고 잘못 표기되어 있었고, 이것은 1987년 애니메이션 시리즈까지 이어지게 되었다. 수정된 것은 2003년 애니메이션 시리즈가 도입되었을 때다.) - 전 시리즈

- 도나텔로Donato di Niccolò di Betto Bardi(Donatello) - 전 시리즈

- 밀로의 비너스(Venus De Milo) - 1997실사

중국에서 온 5번째 거북이. 대한민국에서는 본 시리즈를 방영하지 않았지만, SBS에서 '메가레인저(Power Rangers in Space)'를 방영할 때 다른 거북이들과 함께 등장한 적이 있다. 원작가 피터 레어드는 이 캐릭터가 나온 이후로 그 어떤 시리즈도 이 캐릭터를 등장 하지 말라고 권고를 한 바 있다.

### 거북이의 동료
- 스플린터(Splinter) - 전 시리즈

영원한 사부. 스플린터는 덕망있고 현명한 학자이며 동시에 무술 사부이자 무술의 달인이며, 거북이들에겐 유일한 '아버지'이기도 하다. 1987년 시리즈에서는 인간에서 쥐인간으로 바뀌는 설정이, 2003년 시리즈에서는 쥐에서 쥐인간으로 바뀌는 설정이다. 2012년 시리즈에서는 1987년 시리즈와 동일한 설정을 도입할 예정이다.
- 에이프릴 오닐(April O'Neil) - 전 시리즈

거북이들의 친구다. 1987년 시리즈에서는 채널 6의 여기자로서 특종을 전문적으로 잡아내지만, 2003년 시리즈에서는 골동품 잡화점을 운영하는 것으로 나온다. 앞 시리즈에서는 성인으로 나오나, 2012년 시리즈에서는 10대 후반으로 등장을 하여 거북이들과 함께 무술을 연마한다는 설정을 도입할 예정이다. 그리고 달력의 4월의 April를 읽을 때에 비슷하게 읽는다.
- 케이시 존스(Casey Jones) - 전 시리즈

스포츠 용품을 무기로 사용하는 자칭 가면의 히어로이다. 1987년 시리즈에서는 그다지 큰 비중은 없었지만, 2003년 시리즈에서는 본격적으로 활동하게 된다. 라파엘 이상의 급한 성질을 가지고 있다.
- 레더 헤드(Leaterhead) - 원작, 1987애니, 2003애니

악어의 돌연변이체이다. 1987년 시리즈에서는 레트 킹과 협력하는 적으로 나왔지만, 2003년 시리즈에서는 동료로 나온다.
- 미야모토 우사기(Miyamoto Usagi) - 원작, 1987애니, 2003애니

우사기 요짐보(Usagi Yogimbo) 라고도 한다. 17세기에 일본에서 온 이름 그대로 토끼형 돌연변이 체이다. 무사도를 존중해서 검을 다루는 것은 레오나르도와 대등한 정도이다. 그러나 닌자가 아닌 사무라이이다.
- 쉐도우 존스(Shadow Jones) - 원작

어떤 남자와 가브리엘이라는 여성 사이에서 낳은 캐릭터이다. 그 남자가 죽은 후에 케이시는 그 여자를 사랑하고 있었는데, 그 여자도 쉐도우를 낳고 죽는 바람에 에이프릴이 케이시와 함께 대신 키워가게 된다. 쉐도우는 스플린터가 죽을 때까지 수련을 받게 된다. 원작을 제외한 그 어떤 시리즈에서도 등장한 적이 없다.
- 에이전트 비숍(Agent Bishop) - 2003애니

남북전쟁때 외계인들에게 개조 수술을 받고 난 뒤에 2105년에도 살아있는 사람. 2003년 시리즈 초기 때는 지구방위대라는 비밀 기관을 만들어서 외계인들을 연구하고, 어떻게 하면 그들로부터 보호받을 수 있는지 분석하는 일을 했다. 그렇기 때문에 지구인들을 제외한 나머지 인종들을 적으로 간주하였고, 거북이들도 예외는 없어서 실험대상 혹은 적으로 간주하였다. 그러나 시즌 6에서 자신의 연구소가 붕괴될 때 한 실험 대상으로 사용되었던 외계인이 비숍을 구하자 그는 마음을 고쳐먹고 범은하계연합(Pan-Galactic Alliance)이라는 회장직을 맡게 된다. 그렇기 때문에 더 이상 거북이들을 적으로 볼 이유가 없기에 이 시즌에서만 동료로 간주 된다.
- 코디 존스(Cody Jones) - 2003애니

2003년 시리즈 시즌 6에 나오는 케이시 존스와 에이프릴 오닐의 증손자다. 오닐테크의 CEO 지만, 실질적인 담당은 데리우스 던(Darius Dun)이 하고 있다. 어렸을 때부터 밖에 나가서 활동 한 적이 거의 없었다가, 거북이들로 인해 외부 활동도 시작한다.
- 설링(Serling) - 2003애니

2003년 시리즈 시즌 6에 나오는 코디 존스의 집사 로봇이다. 데리우스 던이 이 로봇으로 코디를 감시하기도 했다. 설링이 한번 심하게 몸체가 망가진 적이 있었는데, 코디가 변신 로봇으로 개조를 받기도 했다. 시즌 7에서는 원래 거북이들이 사는 곳에 빠져서 스플린터의 데이터 조각을 찾는 데 도움을 주기도 한다.
- 스탈리 햄브라(Starlee Hambrath) - 2003애니

오닐테크의 인턴 사원이다. 코디 존스가 하지 못한 일을 대신 할 정도로 코디를 매우 좋아한다.

### 슈레더 일당
- 슈레더(Shredder) - 원작, 1987애니, 1990영화, 1991영화, 1996OVA, 1997실사, 2003애니

거북이들과 스플린터의 영원한 숙적이다. 2003년 시리즈에서는 오로쿠 사키 역할을 하는 슈레더는 가짜이고, 진짜 슈레더는 닌자의 5인 심판관 중에 한명으로 설정되어 있다. 그 외 슈레더가 나오는 모든 시리즈에서는 인간으로 나온다. 방사능에 오염된 닌자거북이를 정화시켜(일반 거북이로 만드는) 전투능력을 없애는 광선을 사용할 수 있다.
- 박스터 스토크맨(Baxter Stockman) - 원작, 1987애니, 2003애니

에피소드 1에서 로봇 쥐를 발명하다가 슈레더가 박스터를 이용해 수많은 로봇쥐를 발명한 도움을 주었다. 그래서 박스터는 슈레더 아래에서 각종 병기들을 발명해 낸다. 1987년 시리즈에서는 백인으로 나왔으나, 2003년 시리즈에서는 흑인으로 나온다.
- 카라이(Karai) - 원작, 2003애니, 2007영화

슈레더의 양아들로 성장했다. 2003년 시리즈에서는 거북이들과 슈레더쪽과 화해를 하길 원하나, 거북이들이 슈레더를 물리치자 도로 적으로 보게 된다. 그러나 시즌 5에서 텐구 슈레더가 지구를 지배하려고 하자 동맹관계로 바뀐다. 2007년 영화에서는 슈레더를 대신해서 풋도장의 지휘를 맡았다.
- 비밥(Bibop) - 1987애니, 1996OVA

멧돼지 모습의 인간을 하고 있는 슈레더의 부하.
- 록스테디(Rocksteady) - 1987애니, 1996OVA

코뿔소 모습의 인간을 하고 있는 슈레더의 부하.
- 크랭(Krang) - 1987애니

원래 X차원의 천재적 외계인의 두뇌였으나, 두뇌만 남게 되었다. 슈레더의 부하라기보다는 슈레더의 지시를 보조하는 역할을 하게 된다.
- 타츠(Tatsu) - 1990영화, 1991영화

실사 영화에서 슈레더의 오른팔 역할을 했다.
- 헌(Hun) - 2003애니

퍼플 드래곤 깡패 조직의 우두머리. 자신을 방해하는 카라이를 매우 싫어한다. 슈레더가 사라진 다음에는 독자적으로 조직을 운영하며 활동하고 있다. 평소에는 우둔하고 괴팍한 모습을 보이나, 시즌 7에서는 RPG 게임을 하는 장면이 나오는 등 다소 코믹적인 모습을 보이기도 한다.
- 칸(Master Khan) - 2003애니

시즌 8에 나오는 거북이들의 새로운 적. 슈레더를 사이버 세계에서 부활 시키려고 한다.

### 일반 악당
- 레트 킹(Rat King) - 원작, 1987애니, 2003애니

슈레더와 마찬가지로 거북이들과 스플린터의 숙적. 쥐를 조종할 수 있는 능력을 지녔기 때문에, 1987년 시리즈에서는 자신이 가진 플루트를 이용하여 스플린터도 조종한 적이 있었다. 시즌 4 중반에 스플린터와의 싸움에서 다시 플루트로 스플린터를 조종하려 하지만, 도리어 스플린터의 반격으로 플루트를 빼앗기고 만다.
- 드레그(Dregg) - 1987애니

1987년 시리즈에서 슈레더를 대신 하는 거북이들의 새로운 적이다.
- 나노(Nano) - 2003애니

어느 연구소에서 개발 중인 로봇이었는데, 한 연구원이 실수를 해서 탈주를 하고 만다. 한 사기꾼을 만나고 그를 아버지라고 부르고, 탈주를 한 원인이 되어버린 연구원은 어머니라고 부른다. 그것 때문에 그들을 물리치려고 하는 거북이들을 매우 싫어한다.
- 얼티밋 닌자(Ultimate Ninja) - 2003애니

얼티밋 다이묘의 아들이다. 레오나르도와 싸움을 시도하기도 하는데, 레오나르도는 정식 배틀로써 싸웠지만 그는 레오나르도를 죽이려고 싸우게 된다. 성인의 모습일 때는 사악한 모습을 보이나, 드레이코와 잠시 죽게 된 뒤에 부활 할 때는 그러한 모습들은 전부 사라지게 된다.
- 드레이코(Drako) - 2003애니

원래 배틀 넥서스에서 상위권을 차지하고 있던 캐릭터이다. 우승을 위해서는 스플린터의 다리를 부러뜨리는 등 방법을 서슴지 않는다. 그러나 스플린터가 한 다리만으로 드레이코를 물리치자 분에 찼는지 스플린터를 비롯한 주변 캐릭터들을 공격하기 시작한다. 한 때 얼티밋 닌자와 몸이 합쳐지면서 거북이들을 물리치려고 하지만 실패를 하여, 얼티밋 닌자는 어렸을 때 모습으로 부활을 하고 자신은 죽고 만다.
- 쇼카나보(Sh'Okanabo) - 2003애니

시즌6에 나오는 외계인 종족의 악당. 지구 전체를 자신의 영역으로 만들려고 하다가 거북이들에게 소멸당한다.
- 바이럴(Viral) - 2003애니

시즌6에 나오는 바이러스형 악당. 시즌6 후반에 소멸된 것처럼 보였으나, 시즌7에서 부활하였다. 그러나 사이버 슈레더에게 흡수당한다.
- 트리플 트렛(Triple Threat) - 2003애니

시즌6에 나오는 머리가 3개인 외계 종족. 2105년의 프로레슬링이 잘못된 것을 바로잡는 데에는 어느 정도 도움을 주었으나, 이동식 박물관을 훔치고 레이싱 반칙을 일삼는 등 원천적으로는 악역이다.

### 그 외
- 하마토 요시 (Hamato Yoshi) - 원작, 1987애니, 1990영화, 2003애니

스플린터의 주인이었다. 탕쉔(Tang Shen)이라는 여성을 좋아했으나, 오로쿠 나기가 이를 시기하고 탕쉔이 위기에 처했을 때 하마토 요시가 그를 살해해 버린다. 이 때문에 복수심을 가졌던 오로쿠 사키(슈레더)에게 죽임을 당한다. 현재까지 나온 시리즈를 통틀어서 이와 같은 설정으로 이야기를 전개한 시리즈는 존재하지 않는다. 이는 원작의 설정이 어린이들이 시청하기에는 폭력적이기 때문에 부득이하게 설정을 바꾼 것에서 기인한 것이다. 1987년 시리즈에서는 스플린터와 동일한 인물이며, 1990년 실사 영화와 2003년 시리즈에서는 원작과 동일한 설정이었으나, 오로쿠 나기 이야기는 삭제하였다. 2012년 시리즈에서는 1987년 시리즈와 동일한 설정을 가져올 예정이다.
- 퓨지토이드(Fugitoid) - 원작, 2003애니

외계에서의 과학자(지구인과 똑같이 생겼음)였는데, 조작 실수로 육체는 죽게 되고 그의 두뇌 데이터만 로봇으로 남게 된다. 2003년 시리즈에서는 슈레더의 음모를 막는 데에 결정적인 역할을 하게 된다.

## 만화

### 미라주 스튜디오스 (1984–2014)
이스트먼과 레어드의 만화 《틴에이지 뮤턴트 닌자 터틀스》는 1984년 5월 뉴햄프셔주 포츠머스의 셰라톤 호텔에서 열린 만화행사에서 처음 공개됐다. 만화가 둘이서 설립한 기업 미라주 스튜디오스가 출판했으며 대형잡지 크기로 흑백으로 인쇄해 3000권 출하했다.

### 볼륨 1 (1984~1993)
피터 레어드와 케빈 이스트먼이 초기에 저예산으로 만화를 그려서 출판한 것이 시초이다. 초기에 3000부만 인쇄하여 판매하였는데, 의외로 반응이 좋자 계속 그리기 시작하였다. 그들은 수많은 어시스턴트들을 모집해서 그들의 회사인 미라주 스튜디오를 키웠다. 옴니버스 형식을 취하고 있으나, 스토리가 이어지는 방식으로 제작되었다. 거북이의 탄생부터 카라이와의 전투를 끝으로 볼륨 1은 막을 내린다. 1987년 애니메이션 시리즈에서는 극히 일부만 가져왔으나, 2003년 애니메이션 시리즈에서는 폭력성이 짙은 요소를 제외한 대부분의 에피소드를 가져왔다. 케빈 이스트먼은 이 볼륨을 끝으로 더 이상 원작 볼륨에 관여하지 않았으나, 별도의 시리즈에서 연재를 계속 하고 있다.

### 볼륨 2 (1993~1995)
볼륨 1에 이어서 제작 된 시리즈이다. 당시 볼륨 1 제작진중 한명인 짐 로슨(Jim Lawson)이 글과 그림을 담당하였으며, 전 페이지를 컬러로 제작하였다는 것이 특징이다.

### 볼륨 3 (1996~1999)
게리 칼슨(Gary Carlson)이 그림을 담당하고, 프랭크 포스코(Frank Fosco)가 글을 담당하였다. 거북이들이 심한 외상을 입는 등 다소 어두운 면이 부각 되었다.

### 볼륨 4 (2001~2010)
피터 레어드와 짐 로슨이 기획한 네 번째 볼륨이다. 마지막 권인 32화는 피터 레어드의 친필 사인과 일러스트 1000부를 한정판으로 발매하였다.

## TV 시리즈

### 닌자 거북이(1987)
1984년 원작을 바탕으로 제작된 닌자 거북이의 첫 번째 애니메이션이다. 이 시리즈는 주시청자를 저연령쪽으로 맞추기 위하여 부득이하게 원작에 있던 잔인한 설정을 조금씩 바꾸기도 했다. 1996년까지 193개의 에피소드가 방영되었다.
대한민국에서는 1990년에 금성사(현, LG전자)에서 비디오판으로 닌자 거북이라는 제목으로 처음 발매하였다. 이후 SBS에서 방영하기 이전까지 다양한 배급회사에서 닌자 거북이 혹은 그린 특공대라는 제목으로 비디오를 발매하였다. 1992년에 SBS에서 거북이 특공대라는 제목으로 만화잔치의 한 프로그램으로 방영이 되었다가 1994년 1월부터 매주 수요일과 목요일 오후 6시로 편성을 옮겨서 방영한 적이 있다.

### 닌자 거북이 초인전설편 (1996)
일본에서 장난감 판매를 위해 특별히 제작이 된 애니메이션이다. 총 2개의 에피소드로 제작되었다. 에이프릴이 채널 6의 여기자라는 기본적인 틀은 1987년 시리즈를 차용하였지만, 크리스탈을 이용해서 변신하는 등의 설정은 이 시리즈만의 설정이다.

### 닌자 거북이 the Next Mutation(1997)
1987년 애니메이션 시리즈가 종영이 된 1년 뒤에, 미국에서 26개의 에피소드로 제작이 된 TV 실사판 시리즈이다. 이 시리즈에서는 특별히 비너스라는 여자 거북이가 새로 등장한다. 이 시리즈의 캐릭터들은 '메가레인저(Power Rangers in Space)'라는 전대물에서도 3~4화에서 잠깐 출연한 적이 있었다. 당시 영국에서 쌍절곤은 어린이가 보는 영상물 심의에 적합하지 않았기 때문에 이 국가에서 심의를 통과 하기 위해 미켈란젤로의 무기를 쌍절곤에서 톤파로 변경하였다.

### 닌자 거북이(2003)
미국의 미라주 스튜디오와 한국의 동우 애니메이션이 협력제작을 하여 탄생하게 된 닌자 거북이의 새로운 애니메이션 시리즈이다. 캐릭터 디자인이 1987년 시리즈보다 상당히 날카로워졌고, 분위기도 훨씬 어둡게 재현되었다. 미국에서는 2003년 2월 8일에 방영을 시작해서 전체 117개 에피소드 중에서 115개를 방영 하였다. 98화 같은 경우는 심의로 방영에서 제외되었고(DVD로는 해당 에피소드 발매), 110화는 같은 이유로 아예 제작단계에서 중단되었다.
대한민국에서는 2006년 9월 21일부터 2007년 5월 31일까지 SBS에서 거북이 특공대Z라는 제목으로 방영하였다. 이 후 챔프와 애니원에서 재방영을 한 적이 있다. 그리고, 2008년 6월 17일부터 SBS에서 재방영을 시작하다가 중도 종영하였다.

#### 닌자 거북이 Fast Forward(2006)
2003년 시리즈가 117개의 에피소드들로, 완결에 이어 제작한 애니메이션 시리즈이다. 시즌 5에서 연장되는 이야기이며, 주인공인 거북이들과 스플린터가 99년 뒤에 세계인 2105년으로 가서 빚어지는 에피소드들을 담고 있다. 모두 26화까지 제작되었다. 이 이야기를 10화 더 연장하려고 했으나, 취소되었다.

#### 닌자 거북이 Back to the Sewers(2008)
Fast Forward에 이어서 13개의 에피소드로 제작이 된 애니메이션 시리즈이다. 스플린터의 데이터가 바이럴에 의해 사이버 세계로 흩어진 것을 거북이들이 되찾는 내용을 담았다.

### 돌연변이 특공대 닌자 거북이(2012)
닌자 거북이 판권이 니켈로디언으로 넘어가면서 제작 중인 애니메이션 시리즈다. 기존 애니메이션 시리즈와는 달리 3D로 제작하였다.

## 영화 시리즈
2014년에 마이클 베이가 제작한 영화 1편이 개봉했고 2년후인 2편이 개봉했다.

### 닌자 거북이(1990)
이 영화는 1984년의 원작의 내용을 충실히 반영하였다. 1987년 애니메이션 시리즈와는 별개의 내용으로 진행이 된다.
스플린터는 원래 인간이 아니었고 처음부터 쥐라는 것으로 나온다. 스플린터는 하마토 요시의 애완동물이었는데 하마토 요시의 인술(Ninjitsu)를 따라해 가면서 무술을 배워 나간다. 그러던 도중 오로쿠 사키와 하마토 요시는 텡쉔이라는 여자를 두고 라이벌 관계를 갖는다. 하지만 텡쉔은 하마토 요시만을 사랑했다. 그 사실을 안 오로쿠 사키는 하마토 요시와 텡쉔을 죽인다. 스플린터는 슈레더에게 복수하기 위해 얼굴을 물어 뜯지만, 사키는 그러는 스플린터를 내동댕이 치고 오른쪽 귀를 잘라낸다. 슈레더(사키)가 마스크를 쓴 이유는 바로 스플린터가 낸 상처의 흉터 때문이다. 그리고 스플린터는 미국으로 건너가게 되어서 지하 하수구에서 살게 되는데 위에서 거북이와 이상한 녹색액체(Ooze)가 떨어져서 그들은 사람의 모양으로 변해간다. 스플린터는 그들에게 자신이 배웠던 무술을 그 거북이들에게 가르친다. 그 거북이들이 바로 레오나르도, 라파엘, 도나텔로, 미켈란젤로다. 슈레더는 그 사이에 뉴욕에 풋도장을 세워서 양성해 나가고, 스플린터가 뉴욕 지하 하수구에 있다는 사실을 알아서 그를 납치해 가는데...

### 닌자 거북이2: 녹색 액체의 비밀(1991)
풋 일당에 의해 아지트가 파괴된 뒤, 거북이들과 스플린터는 에이프릴의 집에 머물고 있다. 어느날 핸섬한 피자 배달 소년 키노가 에이프릴의 집으로 피자를 배달하러 가다가 우연히 전자상회 도둑들을 목격한다. 쿵후 고단자인 키노이지만 너무 많은 수의 도둑들을 혼자 상대하기엔 역부족이다. 이때 하늘을 뒤덮으며 나타나 도둑들을 순식간에 때려 눕힌 용사들은 다름 아닌 닌자 거북이 4총사 라파엘, 레오나르도, 미켈란젤로, 도나텔로. 키노가 신고를 하러간 사이 닌자거북이 4총사는 도둑들을 묶어 놓은 뒤 피자판을 들고 사라진다. 한편 화학약품 회사의 폐기물 처리장에서 에이프릴이 연구소 교수 조던 박사와 뉴스 인터뷰를 하고 있다. 푸트 갱단의 하수인으로 에이프릴에게 접근해 있던 프레디가 그곳 하치장에서 거대한 돌연변이 들꽃을 발견하곤 두목 슈레더에게 보고한다. 슈레더는 조던박사의 화학약품이 생물을 돌연변이화 한다는 걸 알아내고, 괴력을 지닌 거대한 괴물을 만들어 내어 닌자거북이들에게 복수하고 뉴욕시를 파괴하려는 음모를 꾸미는데...

### 닌자 거북이3(1993)
16세기 일본은 서로 영토를 넓히려는 막부의 충돌로 상당히 어지러운 정국. 신구현의 성주 노리나가의 아들 켄신 왕자는 영토욕에 사로잡힌 아버지와의 반목 끝에 투옥되었다가 탈옥을 감행한다. 쫓기던 그는 신당 안으로 숨어드는데 갑작스런 요동과 함께 1992년 현대로 곤두박질친다. 한편, 같은 시간 레오나르도, 도나텔로, 라파엘, 미켈란젤로 이 4마리의 거북이들을 돌봐주는 방송기자 에이프릴은 골동품점에서 사온 일본 왕의 문장(시간의 문을 광대하게 열어라)에 새겨진 문자를 소리내어 읽다가 갑작스런 요동과 함께 16세기의 일본으로 곤두박질친다. 노리나가 성주는 그녀를 마녀로 간주하고 처치하려 하는데...

### 닌자 거북이 TMNT(2007)
홍콩의 imagi사에서 제작한 CG 애니메이션이다. 2007년 3월 23일에 미국에서 먼저 개봉한 뒤, 대한민국에서는 2007년 4월 25일에 개봉되었고, 2007년 10월 11일에 DVD로 발매되었다. 원래 이 영화의 제목은 TMNT 이나, 국내에서는 닌자 거북이와 TMNT를 병기하였다. 영화에 대한 평은 대체적으로 좋지 않은 편이다. 1987년 시리즈를 알고 이 영화를 본 사람들의 반응은 지나치게 진지하며, 너무 특정 캐릭터에 얽매이는 내용 때문에 이야기의 흐름을 떨어뜨렸다는 것이 주였다.

### Turtles Forever(2009)
닌자 거북이 탄생 25주년을 기념해서 제작한 TV용 영화이다. 2010년 8월에 미국에서 DVD로 발매하였다.

### Casey Jones(2011)
케이시 존스를 주인공으로 한 팬들이 제작한 영화이다. 2011년 9월 17일에 관련 사이트에서 인터넷으로 개봉하였다. 대부분은 원작에서 설정을 가져왔으나, 일부는 1987년 애니메이션 시리즈에서 가져온 것도 있다 예를 들어 크랭은 원작에서는 등장하지 않았고, 1987년 애니메이션 시리즈에서만 등장하였다.. 거북이 캐릭터는 미켈란젤로만 등장하며, 나머지 캐릭터들은 목소리만 나온다.

## 게임 시리즈
아래 게임 리스트는 북미에서 발매한 게임들의 기준이다.
- Teenage Mutant Ninja Turtles - NES(1989)
- Teenage Mutant Ninja Turtles - Arcade(1989)
- Teenage Mutant Ninja Turtles: Fall of the Foot Clan - Game Boy(1990)
- Teenage Mutant Ninja Turtles III: The Manhattan Project - NES(1991)
- Teenage Mutant Ninja Turtles II: Back from the Sewers - Game Boy(1991)
- 틴에이지 뮤턴트 닌자 터틀스: 터틀스 인 타임- Arcade(1991)
- Teenage Mutant Ninja Turtles: The Hyperstone Heist - Genesis(1992)
- Teenage Mutant Ninja Turtles III: Radical Rescue - Game Boy(1993)
- Teenage Mutant Ninja Turtles: Tournament Fighters - NES, SNES, Genesis(1994)
- Teenage Mutant Ninja Turtles - PC, PS2, GameCube, GBA, Xbox(2003)
- Teenage Mutant Ninja Turtles 2: Battle Nexus - PC, PS2, GameCube, GBA, Xbox(2004)
- Teenage Mutant Ninja Turtles 3: Mutant Nightmare - PS2, GameCube, GBA, Xbox(2005)
- Teenage Mutant Ninja Turtles: Mutant Melee - PC, PS2, GameCube, Xbox(2005)
- TMNT - PC, PS2, GameCube, Xbox360, WII, NDS(2007) - 엑스박스 360 버전은 2007년 5월 3일 정식 발매
- Teenage Mutant Ninja Turtles: Smash-Up - Wii, PlayStation 2(2009)
- Teenage Mutant Ninja Turtles: Turtles in Time Re-Shelled - Xbox 360, PlayStation 3(2009)
- Teenage Mutant Ninja Turtles: Arcade Attack - Nintendo DS(2009)

## 논쟁거리

### Teenage Mutant Hero Turtles
영국에서도 1987년 시리즈를 한때 방영한 일이 있었다. 그러나, Ninja라는 언어와 미켈란젤로의 쌍절곤이 폭력적이라는 이유로 심의에 걸리게 되었다. 이에 따라 제목인 Teenage Mutant Ninja Turtles는 Teenage Mutant Hero Turtles 로 대체되었다. 오프닝에서도 "Splinter taught them to be ninja teens"라는 가사는 "Splinter taught them to be fighting teens." 로 바뀌는 등 Ninja라는 단어로 다른 단어로 대체 하였다. 그리고, 당시 영국에서는 쌍절곤이 18세 이상 등급의 폭력요소로 분류하였기 때문에 오프닝에서 미켈란젤로가 쌍절곤을 휘두르는 장면은 다른 장면으로 대체되었고, 미켈란젤로가 쌍절곤을 휘두르는 장면은 전부 삭제되어서 방영되었다. 그러나 2003년 시리즈에서는 제목을 변경하지 않고 그대로 Teenage Mutant Ninja Turtles로 방영을 하게 되었고, 미켈란젤로 쌍절곤도 심의에 걸리지 않고 그대로 방영되었다.

### 2003년애니메이션 시리즈 미방영
미국 본토에서도 2003년 애니메이션 시리즈 중에서 에피소드 한개(97화)가 방영되지 않는 사태가 벌어졌다. 이 문제가 된 에피소드는 박스터 스토크맨이 잃어버린 육체를 다시 찾는 데에 성공할 뻔했다가 흉악한 모습을 본 자신의 모습을 보고 방황하게 되는 내용을 담고 있다. 당시 이 시리즈의 방송송출을 담당하고 있던 Fox의 방송 심의 위원회에서는 97화에서 나온 박스터 스토크맨의 모습을 보고 '무섭다'라는 반응을 보이고, 시청자들에게 좋지 않은 영향을 끼칠 것을 우려하여 방영하지 않았다. 그러나 호주등 일부 국가에서는 해당 에피소드를 방영하였다. 미국에서는 TV에서는 이 에피소드를 볼 수 없었고, DVD로 발매돼서야 모습을 볼 수 있었다. 미방영은 이것에 그치지 않았다. 미국에서 이 애니메이션을 방영을 담당하고 있던 4KidsTV에서는 시즌 6인 Fast Forward를 기획하고 이를 조기에 방영하려고 계획하였다. 그래서 아예 시즌 4에서 이어지는 내용인 시즌 5를 통째로 방영하지 않게 되는 사태까지 빚어졌다. 미국에 있던 많은 누리꾼들이 이에 대해서 항의 하였고, 이 방영되지 않은 시즌을 'Lost Season'이라고 불리게 되었다. 2007년 3월에 호주에서 이 시즌의 DVD를 발매하였다. 미국에서는 시즌 6 에피소드를 모두 방영한 뒤인 2008년에 시즌 5를 110화를 제외한 모든 에피소드를 방영하였다.

### 시즌 5 에피소드 한개 제작중단
당초 13화로 제작이 되려고 했던 시즌5는 에피소드 한 개가 더빙과 음향효과를 넣는 단계 전에서 중단되는 사태까지 빚어지게 되었다. 이 에피소드의 내용은 가베이지맨(Garbageman)과 헌(Hun)이 거북이들의 악몽 속으로 나오게 된다는 이야기이다. 이 두 캐릭터가 합쳐지다가 분해 되는 장면이 있는데, 방송심의위원회에서는 이 장면을 이유로 방영 불가 판정을 내렸다. 2008년 1월부터 5월 3일까지 시즌 5가 이 에피소드를 제외하고 모두 방영하였다.

### 시즌 7
2003년 애니메이션 시리즈 시즌 7은 당초에 시즌 6를 10화 연장할 목적으로 제작할 예정이었다. 내용 구상을 하고, 에피소드중에는 'Space Usagi'라고 우사기 요짐보 라는 캐릭터가 주인공인 단편 에피소드도 계획 되어 있었다. 그러나 이 시리즈의 계획이 갑자기 취소되었다. 4KidsTV 측은 원작가 Peter Laird에게 시즌 7의 내용 구상을 마련해 달라고 요청을 했으나 거절 당했다. 그리고 Overload라는 가제를 붙여서 Playmates, Mirage Studio, 4KidsTV 3 회사에서 협상을 하였지만, 곧 결렬되었다. 그러나 2007년 10월 중순에 시즌 7 제작이 확정되었다. 2008년 9월 13일에 방영을 시작 해서 2009년 2월 28일에 모든 에피소드가 방영되었다.

### 닌자 거북이는 외계인이다?
2013년 12월 25일 개봉 목표를 두고 있는 닌자 거북이 새로운 영화 기획중에 마이클 베이가 닌자 거북이는 돌연변이화 된 거북이가 아닌 외계인이라고 말해서 팬들에게 빈축을 사고 있다. 마이클 베이는 원작 제작진들의 고문을 통해 설정을 최대한 원작에 가깝게 맞추고 있고, 배경 설명을 덧 붙여 더욱 풍부한 내용으로 만들기 위해 노력중이라 해명했다.

## 참조

### 내용주
1. ↑  한국어 번역판 제목은 매체마다 다르다. 예를 들어 1987년 애니메이션판은 《거북이 특공대》, 2014년 실사영화를 비롯한 일부 영화는 원제 그대로 음차한 《닌자터틀》로 번역됐다.